# Teatro San Martín de Caracas (agrupación)
El Teatro San Martín de Caracas es una compañía teatral con residencia en el teatro con el mismo nombre, localizada en la Avenida San Martín del Municipio Libertador en el Distrito Metropolitano de Caracas.
Actualmente el grupo es dirigido por Gustavo Ott. 

## Historia
En el año 1942 se construye el Teatro San Martín, espacio creado para las artes escénicas que con el tiempo terminó siendo una sala de sorteos de la lotería y más tarde un bingo.
Gustavo Ott, dramaturgo venezolano, después de vivir en Londres por cinco años (1983-1988). Experimentó el movimiento teatral (Off Fringe), el cual consistía en abrir las salas de teatro a artistas que no habían pasado por escuelas, con una búsqueda experimental, pensando en el público de la zona. Dentro de esa tendencia, se crearon salas en los espacios más inauditos, alejados de los centros tradicionales como salas en garajes, pasillos de oficinas y viejas fábricas.
A su regreso a Caracas, Ott es atraído por ese espacio que alguna vez había sido una sala de teatro. Se dirige a la gobernación para presentar un proyecto sobre el teatro de comunidad. Antonio Ledezma se encontraba a cargo de la gobernación, Adriana Meneses era la Directora de Cultura. El gobernador defendió la idea de Gustavo Ott y comenzaron los planes de construcción.
El 23 de abril de 1993 fue inaugurado el Teatro San Martín de Caracas en los espacios abandonados de la antigua Lotería de Caracas con el estreno de una pieza teatral de Gustavo Ott titulada Nunca dije que era una niña buena (1992).  

## Miembros
Gustavo Ott se dirige con los directores del grupo Textoteatro, creado en 1988 por José Domínguez y Orlando Canónico para desarrollar su idea de presentar un grupo de teatro. El elenco estable está conformado por: 
| Verónica Arellano      | Actriz | Producción |          |          |
| Pablo Barreto          | Actor  |            |          |          |
| María Brito            | Actriz | Producción |          |          |
| Orlando Canónico       | Actor  | Producción |          |          |
| José Domínguez         |        |            | Director |          |
| Luís Domingo González  | Actor  |            | Director |          |
| Isandra González       | Actriz | Producción |          |          |
| Rubén León             | Actor  |            | Director |          |
| José Gregorio Martínez | Actor  |            | Director |          |
| Gustavo Ott            |        | Productor  | Director | Escritor |
| Irabé Seguías          | Actriz |            |          |          |
| Fernando Then          | Actor  |            |          |          |
| Carolina Torres        | Actriz | Producción |          |          |
| David Villegas         | Actor  | Productor  |          |          |

El grupo se encargaba de lo artístico y pedagógico por una parte, y también de la gerencia. Durante el día eran responsables de la oficina, la construcción, la nómina, y la búsqueda de recursos; luego de las 6:00 p.m. se convertían en actores y directores.

## Espacios de Formación
El Teatro San Martín de Caracas es una de las instituciones teatrales venezolanas cuya formación se basa en el Sistema Stanislavski, creado por Konstantín Stanislavski en la primera mitad del siglo XX.
El TSMC, ha desarrollado talleres y cursos para la formación de actores. Se han dedicado a talleres infantiles para niños entre 5 y 16 años, dictados por la actriz Verónica Arellano. Las técnicas teatrales para la formación de los niños jugaron un nuevo proceso infantil, transformando los ejercicios en juegos y la tareas a algo más sencillo, pero siempre como un taller montaje, para dar la ilusión de presentarse a un público y que los familiares vieran el avance en los niños. Las minis temporadas tenían una duración de dos fines de semana al año, (sábados y domingos en un horario de las 3:00pm).
El taller montaje se dictaban dos veces por semana al año, ya que es un taller continuo. Comenzaban en septiembre y terminaba en junio, donde nuevos y viejos alumnos se juntaban en una misma clase para presentar su avance y dedicación en los talleres. Al finalizar el taller, se les otorgaba un certificado.

## Obras
| Año  | Obra                                                      | Escrito por         | Dirigida por           | Elenco |
| ---- | --------------------------------------------------------- | ------------------- | ---------------------- | --- |
| 1992 | Nunca dije que era una niña buena                         | Gustavo Ott         | José Domínguez         | |
| 1992 | Ocho días de engaño                                       | Gustavo Ott         | Gustavo Ott            | Mariu Favaro, Andrés Magdaleno |
| 1993 | Quiéreme Mucho                                            | Gustavo Ott         | Gustavo Ott            | Verónica Cortez, Alejandro Corona |
| 1994 | Los peces no crecen en la luna                            | Gustavo Ott         | José Domínguez         | Alejandro Corona, María Brito, Verónica Arellano, Orlando Canónico                                                                     |
| 1994 | Gorditas                                                  | Gustavo Ott         | Rubén Rega             | Amadora, Perla Noguera, María Elena Alvarado, Verónica Arellano                                                                        |
| 1995 | Corazón pornográfico que gritas venganza                  | Gustavo Ott         | Gustavo Ott            | Alejandro Corona, María Brito, Fernando Then, Ponciano, Verónica Arellano, Neil Castro, David Villegas, José Martínez                  |
| 1995 | Pavlov: dos segundos antes del crimen (Amada de la noche) | Gustavo Ott         | Gustavo Ott            | Fernando Then. María Brito, José Vicente Pestana, Verónica Arellano, David Villegas                                                    |
| 1997 | Comegato                                                  | Gustavo Ott         | Gustavo Ott            | Fernando Then, Verónica Arellano, Rubén León                                                                                           |
| 1999 | Homicidios del corazón                                    | Rodolfo Santana     | Rodolfo Santana        | Rebeca González, María Brito, Mildred Chirinos, Verónica Arellano, Irene Seguías                                                       |
| 1999 | Fotomatón                                                 | Gustavo Ott         | Gustavo Ott            | Fernando Then |
| 2000 | Tres Esqueletos y Medio                                   | Gustavo Ott         | Gustavo Ott            | Fernando Then, María Brito, Rubén León, Verónica Arellano, Irabe Seguías, Alfonso Rey, Mairet Oliveros                                 |
| 2002 | MISS                                                      | Gustavo Ott         | Gustavo Ott            | Carolina Torres, Verónica Arellano, Gonzalo Cubero, Luis Domingo González, José Gregorio Martínez, José Rafael Landa, Diafrancis Salas |
| 2003 | Passport                                                  | Gustavo Ott         | Luis Domingo González  | María Brito, David Villegas, Alfonso Rey                                                                                               |
| 2004 | Dos Amores y un Bicho                                     | Gustavo Ott         | Gustavo Ott            | María Brito, Luis Domingo González, Carolina Torres                                                                                    |
| 2005 | Bandolero y Malasangre                                    | Gustavo Ott         | Luis Domingo González  | David Villegas |
| 2006 | PONY                                                      | Gustavo Ott         | Luis Domingo González  | Verónica Arellano, Salomón Adames |
| 2007 | 120 Vidas x Minuto                                        | Gustavo Ott         | Gustavo Ott            | Luis Domingo González, Carolina Torres, María Brito, Gonzalo Cubero, David Villegas                                                    |
| 2008 | Notará que llevo un arma                                  | Gustavo Ott         | Gustavo Ott            | Luis Domingo González, Jennifer Morales, David Villegas                                                                                |
| 2008 | 80 Dientes, 4 Metros y 200 Kilos                          | Gustavo Ott         | Luis Domingo González  | José Gregorio Martínez, David Villegas, Leonardo Gibbs, Rubén León, Carolina Torres                                                    |
| 2009 | CHAT                                                      | Gustavo Ott         | Luis Domingo González  | Rubén León, David Villegas, Carolina Torres, Mariana Alviárez                                                                          |
| 2010 | Señorita y Madame                                         | Gustavo Ott         | Luis Domingo González  | Verónica Arellano, Velería Castillo, Irabé Seguías, Jennifer Morales, Mariana Alviarez, Isandra Gonzáles                               |
| 2010 | Romeo y Julieta                                           | William Shakespeare |                        | Luís Domingo González, David Villegas, Mariana Alviáres, Gabriel Calderón                                                              |
| 2011 | LÍRICA                                                    | Gustavo Ott         | Luis Domingo González  | María Brito, Verónica Arellano, Carolina Torres                                                                                        |
| 2012 | Tres noches para cinco Perros                             | Gustavo Ott         | Luis Domingo González  | Ludwig Pineda, David Villegas, Luis Domingo González, José Gregorio Martínez, William Escalante                                        |
| 2013 | El Hombre más aburrido del mundo                          | Gustavo Ott         | Luis Domingo González  | José Gregorio Martínez, David Villegas, Jennifer Morales, Héctor Caro, Leonardo Gibbs                                                  |
| 2016 | Joder “Notará que llevo un arma, II”                      | Gustavo Ott         | José Gregorio Martínez | José Gregorio Martínez, Carolina Torres, John González Vicent                                                                          |
| 2016 | A un átomo de distancia                                   | Gustavo Ott         | Rubén León             | María Brito, David Villegas, Susana López                                                                                              |
| 2018 | La Muerte de un Don Nadie                                 | Gustavo Ott         | Rubén León             | Verónica Arellano, David Villegas, Margareth Aliendres, Francisco Aguana                                                               |

## Premios
- Premio Nacional Casa del Artista

| Fecha | Obra      | Categoría                  |
| ----- | --------- | -------------------------- |
| 1997  | Comegato  | Mejor Obra                 |
| 2000  | Fotomatón | Mejor Actor: Fernando Then |
|       |           | Mejor Texto: Gustavo Ott   |

- Premio Municipal de Teatro

| Fecha | Obra              | Categoría                                                   |
| ----- | ----------------- | ----------------------------------------------------------- |
| 1997  | Comegato          | Mejor Obra                                                  |
| 2000  | Fotomatón         | Mejor Actor: Fernando Then                                  |
|       |                   | Mejor Texto: Gustavo Ott                                    |
| 2010  | Señorita y Madame | Mejor Texto: Gustavo Ott                                    |
|       |                   | Mejor Actriz: Verónica Arellano                             |
|       |                   | Mejor Iluminación: Gerónimo Reyes                           |
|       |                   | Mejor Musicalización: Alfonso Ramírez                       |
|       |                   | Mención Honorífica (Mejor Dirección): Luis Domingo González |
|       |                   | Mención Honorífica: (Mejor Actriz) Valeria Castillo         |
| 2011  | Lírica            | Mejor Director: Luis Domingo González                       |
|       |                   | Mejor Actriz: María Brito                                   |
|       |                   | Mejor Actriz de Reparto: Carolina Torres                    |

#### Otros premios
• Pavlov: Dos Segundos Antes del Crimen:
- Premio Festival Internacional de Teatro de Liverpool: Mejor Obra.
-Premio Festival Nueva Escocia, Canadá: Mejor Obras en 1998.
-Premio Festival Internacional de Teatro de Karcinbarcika, Hungría: Mejor Obras en 1998.
• Tres Esqueletos y Medio:
-Finalista del I Premio Nacional de Dramaturgia José Ignacio Cabrujas en 1998.
• Miss:
- Premio CELCIT en 2002.
• Passport:

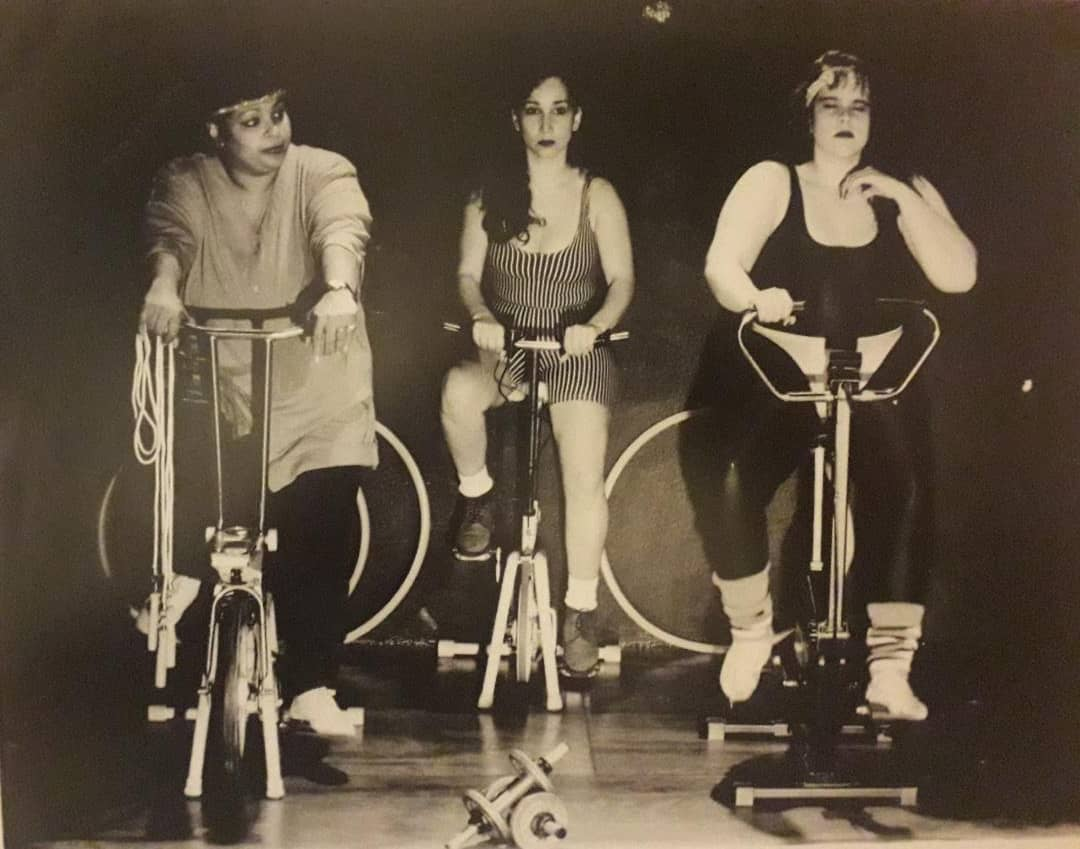
Obra: Gorditas, estrenada por el grupo Textoteatro el 10 de octubre de 1994 en la Sala Principal del Teatro San Martín de Caracas.

-Premio Festival de Praga: Mejor Espectáculo en 2005.
-Premio Festival de Yakumo en Japón en 2007: Mejor Actriz: María Brito.
• 120 Vidas x Minuto:
-Segundo Premio del Concurso Nacional de Creación Contemporánea y Dramaturgia Innovadora de 2006.
• 80 Dientes, 4 Metros y 200 Kilos:
-Premio Tirso de Molina en 1998.
-Premio CElCIT en 2002.
-Finalista al  Princess Grace Playwriting Award en 2003.
• Tres Noches para Cinco Perros:
-Primera Finalista XI Premio Madrid Sur para Textos Teatrales en 2011.
-Premio Municipal “César Rengifo” a Mejor Texto en 2012.

## Festivales
• Comegato:
- Festival Internacional de Aguimes, Canarias, España.
- Festival de Teatro de Stuttgart 2003.
- Festival Latino de Washington/Teatro de la Luna, 2003.
• Cinco minutos sin respirar:
- Fue estrenada el 16 de junio de 2013, bajo la dirección de Luis Domingo González, en el Teatro “Diego Rivera” de la ciudad de Puerto Montt, Chile, dentro de los Temporales Internacionales de Teatro.
• Dos Amores y un Bicho:
- Theater de Nueva York el 30 de abril del 2003 
- Sala Studio por la Comedie Francaise de Paris, el 9 de abril del 2005.
• Fotomatón:
- En octubre de 1999 participó en el Festival Mercosur de Córdoba, Argentina.• Lírica:
- Esta obra fue preestrenada el 16 de abril de 2011 en la Sala de la Casa de la Cultura en Santa Cruz de la Sierra, Bolivia, dentro de la programación oficial del VIII Festival Internacional de Santa Cruz de la Sierra.
• Pavlov: Dos Segundos Antes del Crimen: Esta obra fue llevada a festivales internacionales en Mónaco, Dinamarca, Hungría donde obtuvo el Premio a la Mejor Obra.
- Festival Hispano de Miami en EE. UU. 
- Festival Internacional de Teatro de Liverpool, Nueva Escocia, Canadá. 
- Festival Internacional de Teatro de Karcinbarcika, Hungría (1998).
• Passport:
- ESB Dublin Fringe Festival 2004.
- Festival de Praga (Rep. Checa, 2005).
- Festival de Yakumo en Japón, 2007.
- Festival Mundial de Mónaco.